# オートラジオ
オートラジオ（ベラルーシ語: Аўтарадыё）とは、かつてベラルーシに存在したラジオ放送局であり、ベラルーシ共和国の独立後に最初に開局した独立系の放送局である。周波数は105.1MHzで、1992年8月7日から2011年1月12日までミンスクから放送を行っていた。

## 沿革
1990年代初頭から1995年1月1日まで、オートラジオは67.7MHzのOIRTバンドで運用されていた。放送局はN.R.M.、クラムバンブラ、リアピス・トルベツコイ、Neuro Dubelといった、ベラルーシの音楽が流されていた。2011年1月12日12時40分にオートラジオの放送免許が取り消され、放送局は閉鎖された。2010年のベラルーシ大統領選挙の際にオートラジオがアレクサンドル・ルカシェンコの対立候補であるアンドレイ・サンニコフ、ウラジーミル・ネクリャエフらの宣伝を放送した後、ベラルーシ共和国テレビ・ラジオ委員会はオートラジオの免許を取り消した。
2016年9月24日にオートラジオの創設者・編集長であるユーリー・ブザンが亡くなった。